# Monsieur le Chat botté
Pour les articles homonymes, voir Le Chat botté (homonymie).
 (juillet 2019).
Si vous disposez d'ouvrages ou d'articles de référence ou si vous connaissez des sites web de qualité traitant du thème abordé ici, merci de compléter l'article en donnant les références utiles à sa vérifiabilité et en les liant à la section « Notes et références ».
Albums de Chantal Goya
Comme Tintin
(1981) Mon Pinocchio - Babar
(1983)
Monsieur le Chat botté est le sixième album studio de la chanteuse Chantal Goya. 
Sorti en 1982, il a été certifié disque d'or pour plus de 100 000 exemplaires vendus en France[réf. incomplète].
Il a été réédité en cd chez Sony en 1991, chez Podis / Polygram en 1997, et en 2013 dans le coffret L'intégrale chez Sony.

## Liste de titres
1. Monsieur le Chat botté (Jean-Jacques Debout) (3:07)
2. Les Pierrots de Paris (Jean-Jacques Debout) (2:21)
3. Luciole mon petit éphémère (Jean-Jacques Debout) (2:34)
4. Pierrot tout blanc (Jean-Jacques Debout) (2:36)
5. Molière (Roger Dumas - Jean-Jacques Debout / Jean-Jacques Debout) (2:27)
6. Paris, Paris (Jean-Jacques Debout) (2:52)
7. La Planète merveilleuse (Jean-Jacques Debout) (2:55)
8. Le Carrosse escargot (Jean-Jacques Debout) (2:33)
9. L'Île aux papillons (Jean-Jacques Debout) (3:18)
10. Au Revoir (Roger Dumas & Jean-Jacques Debout) (2:55)
11. Maman Chanson (Roger Dumas - Jean-Jacques Debout / Jean-Jacques Debout) (2:32)

### Bonus (réédition 2013)
- Pierrot Gourmand (Jean-Jacques Debout)
- Capitaine Perroquet (Roger Dumas - Jean-Jacques Debout / Jean-Jacques Debout)
- Titi Malia (Roger Dumas - Jean-Jacques Debout / Jean-Jacques Debout). Avec le chœur des Petits chanteurs d'Aix-en-Provence.

## Crédits
- Direction artistique, arrangements et direction musicale : Jean-Daniel Mercier
- Voix et chœurs enregistrés au Studio Palais des Congrès
- Ingénieur du son : Mick Lanaro
- Chœurs : Les Petits chanteurs d'Aix-en-Provence et Marie Mercier
- Produit et réalisé par Jean-Jacques Debout

## 45T
- Monsieur le Chat botté / La Planète merveilleuse - 1982
- Pierrot Gourmand / Maman Chanson - 1983